# Duck Amuck
Duck Amuck is een Amerikaanse korte animatiefilm uit 1953 onder de regie van Chuck Jones als een van de Merrie Melodies. De film werd door een panel van belangrijke tekenfilmmakers uitverkozen tot de op een na beste cartoon aller tijden. Hij werd in 1999 opgenomen in het National Film Registry.

## Verhaal
In de film zie je Daffy Duck getergd worden door een tekenaar die constant kleuren, geluiden, achtergronden en andere visuele weergaven in de tekenfilm verandert.

## Stemmen
| Acteur    | Personage               |
| --------- | ----------------------- |
| Mel Blanc | Daffy Duck / Bugs Bunny |